# Clipadoretus dentatus
Clipadoretus dentatus är en skalbaggsart som beskrevs av Machatschke 1965. Clipadoretus dentatus ingår i släktet Clipadoretus och familjen Rutelidae. Inga underarter finns listade i Catalogue of Life.